# David Malukas
David Malukas (Chicago, 27 de setembro de 2001) é um automobilista dos Estados Unidos. Atualmente compete na IndyCar Series pela equipe A. J. Foyt Racing. Estreou na categoria em 2022 pela Dale Coyne Racing with HMD Motorsports, tendo passagens pelas equipes Arrow McLaren e Meyer Shank Racing.

## Biografia
David Malukas possui ascendência lituana. Seus pais, Henry e Daiva, emigraram de Telšiai em 1991, logo após a Lituânia recuperar a independência da União Soviética, que havia anexado o país em 1940. David nasceu em Chicago, cidade do estado norte-americano de Illinois, e é cidadão dos Estados Unidos. Ele disse em uma entrevista que, embora também tenha direito à cidadania lituana, não a buscou. Além da bandeira americana, Malukas marca seus carros com a bandeira lituana em homenagem à sua herança étnica.
Henry Malukas, o pai de David, é o dono de uma firma familiar de caminhões, a HMD, e também da HMD Motorsports, equipe das categorias de base da IndyCar, na qual David correu durante sua jornada na Road to Indy.
Em 2015, Malukas foi um dos pilotos em destaque na série de TV da TruTV Kart Life, que ofereceu uma visão dos bastidores do mundo dos jovens pilotos de kart.

## Carreira
Estreou no kart em 2012 e disputou campeonatos da modalidade até 2015, mudando-se para os monopostos um ano depois, participando da Fórmula 4 Emiradense pela equipe Rasgaira Motorsports, obtendo um pódio.
Teve desempenhos medianos na ADAC Fórmula 4 e USF2000 em 2017, além de ter competido em 2018 na Pro Mazda, onde conquistou suas primeiras vitórias e pole positions em carros de Fórmula (3 em cada).
Em 2019, disputou a Indy Lights pela BN Racing/Team Pelfrey. Com 2 terceiros lugares, Malukas terminou o campeonato em 6º lugar, com 301 pontos. Na etapa de Indianápolis, envolveu-se em um grave acidente com Chris Windom (Belardi Auto Racing with Jonathan Byrd's Racing), que chegou a subir no carro de Malukas depois de bater no muro de proteção.
Assinou com a HMD Motorsports para disputar a temporada seguinte da categoria de acesso, que foi cancelada em decorrência da pandemia de COVID-19. Para manter-se em atividade, correu a Fórmula Regional das Américas pela mesma equipe e teve 2 vitórias e uma volta mais rápida. Encerrou a temporada com 283 pontos, 118 atrás do campeão Linus Lundqvist.
Para 2021, voltou à Indy Lights com a HMD, vencendo pela primeira vez na corrida 2 de Barber, vencendo outras 5 provas (St. Petersburg, Indianápolis, Road America e Gateway). Brigou pelo título com o estreante Kyle Kirkwood, mas acabou como vice-campeão.

## IndyCar

### Dale Coyne Racing (2022–2023)

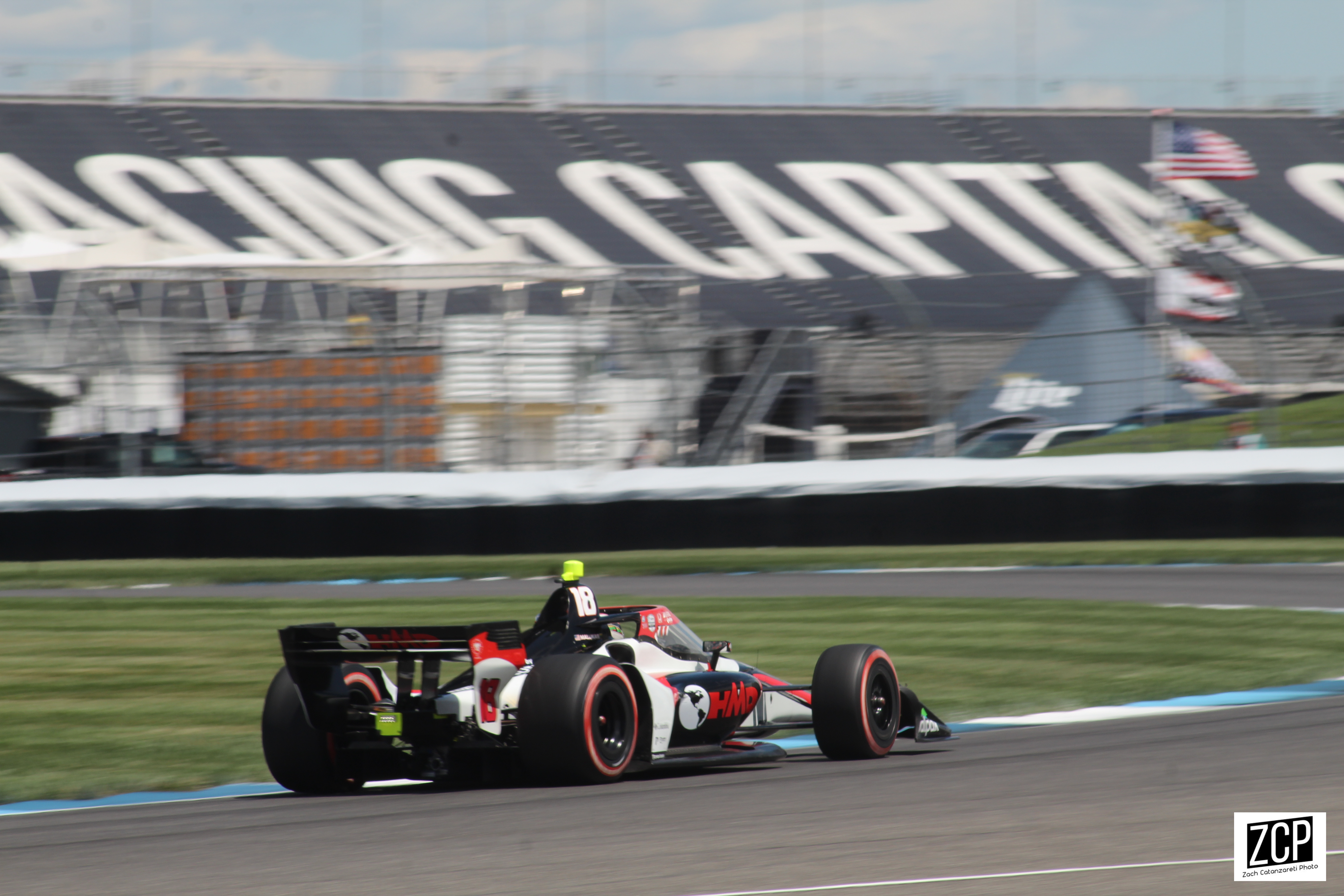
Malukas dirigindo pela Dale Coyne Racing no Indianapolis Motor Speedway

Em 15 de dezembro de 2021, foi anunciado que Malukas pilotaria em tempo integral o carro nº 18 da Dale Coyne Racing durante a temporada de 2022 da IndyCar Series, numa parceria da DCR com a HMD Motorsports. Malukas chegou para ser companheiro de Takuma Sato. Em Mid-Ohio, ele conquistou seu primeiro top 10 da temporada ao terminar em nono lugar, o melhor resultado de sua carreira até então. Na corrida seguinte em Toronto, Malukas teve a sua melhor classificação ao largar em sexto, e na corrida, quase ultrapassou seu ídolo Josef Newgarden na vitória na última volta, mas acabou se contentando com o segundo lugar. Com isso, Malukas se classificou em 16º, com 305 pontos.
Em 2023, Malukas passou a ter a companhia de Sting Ray Robb na Dale Coyne. A temporada de David começou promissora com um top 10 na caótica abertura da temporada em São Petersburgo, depois ele se classificou em 9º em Texas e terminou em 4º em uma batalha de vários carros pela vitória. Mas ele teve um desempenho irregular no resto da temporada, embora tenha voltado a se destacar em Gateway, ao terminar em 3º lugar e garantir mais um pódio na carreira. Mas Malukas mostrou insatisfação com o desempenho da equipe, e em julho, afirmou publicamente que deixaria a Dale Coyne ao final da temporada. Ele fechou 2023 em décimo sétimo lugar, uma posição abaixo da temporada anterior, acumulando 6 idas ao Top-10, 2 idas ao Top-5 e 265 pontos, batendo Robb por ampla margem.

### Arrow McLaren (2024)
Em 8 de setembro de 2023, a Arrow McLaren anunciou que Malukas havia assinado um contrato de vários anos como piloto do carro nº 6, com início em 2024. No entanto, no segundo final de semana de fevereiro, Malukas rompeu ligamentos e deslocou o pulso esquerdo em um acidente de mountain bike, e passou por uma cirurgia na mão na terça-feira, 13 de fevereiro. Depois de perder quatro corridas, nas quais foi substituído por Callum Ilott, a McLaren se viu forçada a admitir que a recuperação de Malukas demoraria mais do que o esperado, e por isso ele foi dispensado pela equipe em 29 de abril de 2024. Para substituí-lo em definitivo, a equipe contratou Théo Pourchaire, mas depois escolheu Nolan Siegel.

### Meyer Shank (2024)

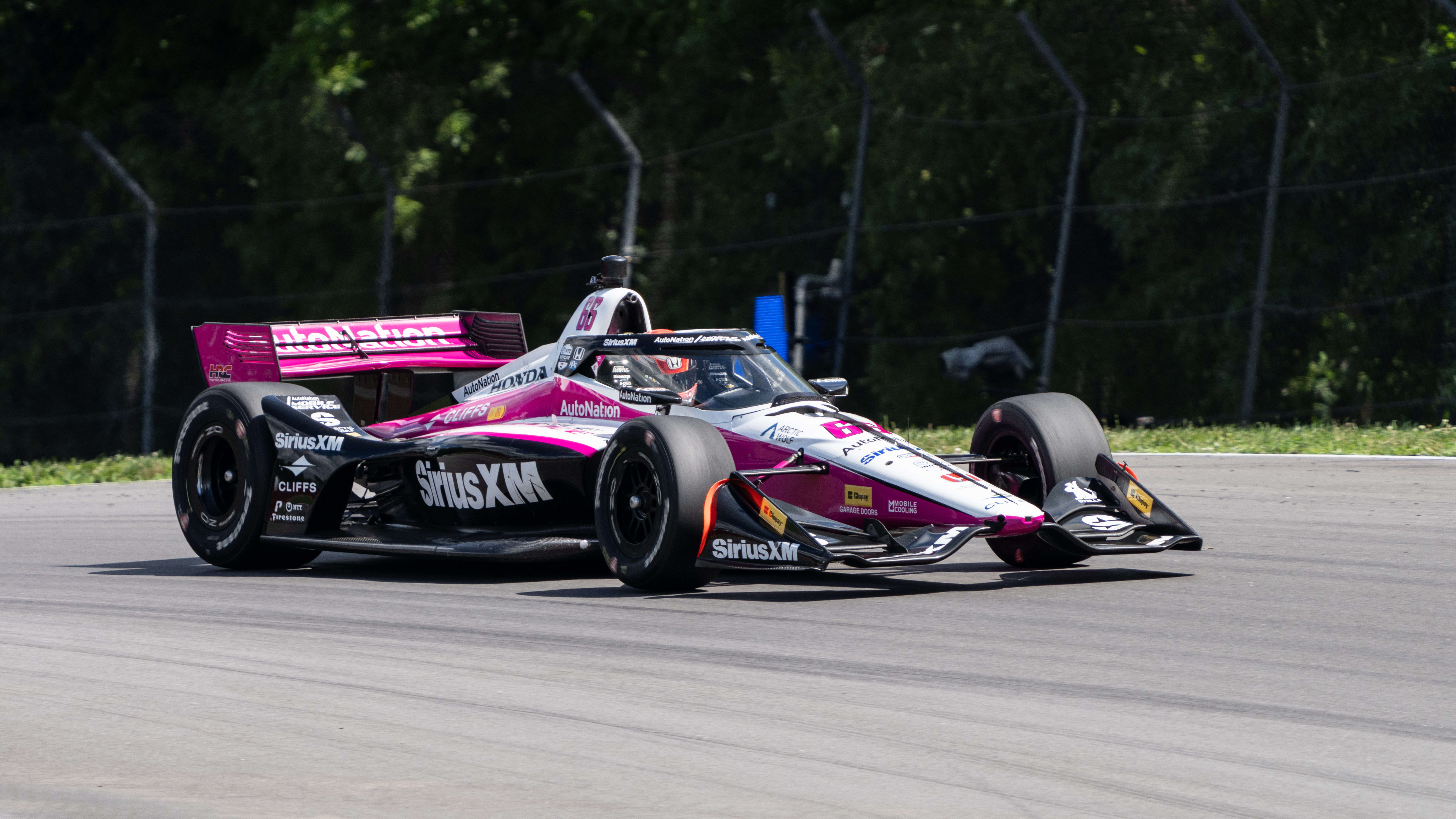
Malukas pilotando pela Meyer Shank Racing em Mid-Ohio em 2024

Em 7 de junho de 2024, foi anunciado que Malukas retornaria à IndyCar com a Meyer Shank Racing, substituindo Hélio Castroneves, que ocupava provisoriamente o assento que anteriormente pertencia a Tom Blomqvist, e sendo companheiro de Felix Rosenqvist. Começando em Laguna Seca, Malukas competiu em todas as etapas restantes da temporada de 2024 no carro nº 66. Seu ápice foi em Toronto, onde ele terminou em sexto lugar. Em Nashville, ele chegou a liderar, mas acabou em nono lugar, garantindo duas idas ao Top-10 no ano. Malukas se classificou em 24º lugar, com 148 pontos, e afirmou que esse período na MSR "salvou sua carreira".

### A. J. Foyt Racing (2025)
Em 13 de agosto de 2024, foi anunciado que Malukas assinou um contrato de vários anos com a A. J. Foyt Racing para a temporada de 2025 e posteriores, passando a ser companheiro de Santino Ferrucci. Malukas teve um início lento, não alcançando o Top-10 em nenhuma das cinco primeiras corridas do ano, e ainda abandonou o GP de Indianápolis. Sua redenção veio nas 500 Milhas de Indianápolis, quando ele conquistou seu primeiro pódio na temporada ao terminar em terceiro. Mas o piloto de Chicago foi alçado ao segundo lugar após Marcus Ericsson ser desclassificado por irregularidades em seu carro. Com isso, Malukas igualou seu maior resultado da carreira.